# John Robert Cobb
John Robert Cobb (* 1903; † 24. März 1967) war ein US-amerikanischer Chirurg und Orthopäde, bekannt durch den Cobb-Winkel zur Klassifikation von Fehlbildungen der Wirbelsäule.

## Ausbildung
Geboren und aufgewachsen in Brooklyn, New York City, besuchte Cobb die Staunton Military Akademie in Virginia und heuerte mit 16 Jahren auf einem Handelsschiff an.
1925 schloss er sein Studium der englischen Literatur an der Brown University in Providence mit dem Bachelor of Arts ab.
Er entschloss sich, Medizin zu studieren, und ging ein Jahr an die Harvard University, um sich auf das Studium an der Yale Medical School vorzubereiten, das er 1930 mit dem M.D. (Doctor of Medicine) abschloss. Nachfolgend arbeitete er zunächst ein Jahr als Arzt im Praktikum und ein Jahr in der Orthopädischen Chirurgie im New Haven Hospital. 1936 erlangte er den Grad eines Doktors der Medizin an der Columbia University in New York City.

## Werk
Ab 1934 arbeitete Cobb im Hospital for Ruptured and Crippled, heute das Hospital for Special Surgery (Chirurgisches Krankenhaus) New York, wo er eine Skolioseklinik aufbaute. Zu jener Zeit war über Skoliose und deren Ursache wenig bekannt und es gab auch keine wirksame Behandlungsmethode. Cobb experimentierte mit diversen Behandlungsmethoden und gelangte zu dem Ergebnis, dass die beste Methode die Verwendung eines Gipskorsetts in Kombination mit Spondylodese sei. Er erkannte aber auch, dass nur etwa 10 % der Patienten mit Skoliose einen solchen chirurgischen Eingriff benötigen. Zur Einschätzung der Schwere der Wirbelsäulenverkrümmung ermittelte er den Winkel der Verkrümmung. Diese Methode wurde später als Cobb-Winkel bezeichnet.
John Robert Cobb starb am 24. März 1967.

### Tätigkeiten
- Post-Doktorand der New York Polyclinic Medical School and Hospital
- Post-Doktorand des Seaview Hospital auf Staten Island
- Assistant visiting orthopedist am Willard Parker Hospital
- Berater der Leitung

des St. Charles’ Hospital, in Port Jervis, Long Island,
der Eastern New York Orthopedic Hospital School, in Schenectady,
des Veterans Administration Hospital, in Castle Point.
- Mitarbeiter der New York Academy of Medicine

### Mitgliedschaften
- American Medical Writers Association
- Association of American Medical Colleges
- American Academy of Orthopedic Surgeons
- American Medical Association
- American Geriatrics Society
- Präsident der Alumni Association of the Hospital for Special Surgery